# Anopheles farauti
Anopheles farauti är en art i släktet malariamyggor som återfinns i tropiskt klimat. Myggans larver förekommer i vatten, där de livnär sig på mikroorganismer. Som vuxna, flygande myggor äter hanarna nektar, men honorna behöver blod från däggdjur för att kunna utveckla ägg. Arten är en viktig så kallad biologisk vektor för spridningen av malaria bland människor.

## Utbredning
Arten förekommer i norra och östra Australien, på Nya Guinea, Nya Hebriderna och Salomonöarna.

## Habitat
Anopheles farauti förekommer i många olika akvatiska miljöer, såsom i dammar, bäckar, myrar, kärr och andra stillastående vatten. De återfinns ibland också i mycket små och synnerligen temporära vattensamlingar, såsom i håligheter i träd, i bladveck på växter, samt i konstgjorda behållare som exempelvis lerkrukor. Så länge biotopen inte är helt i skugga, som till exempel i en tät skog, så förekommer arten både i soliga och relativt skuggiga områden. Vanligtvis finns den dock inte mer än 1 kilometer från kusten – längre inåt land finner man i stället andra arter av malariamygga. Anopheles farauti tycks föredra att leva i områden där det inte finns någon konkurrens med andra arter, men i vissa habitat kan man finna dem tillsammans med A. punctulatus.

## Fortplantning
Honorna lägger äggen ett och ett på vattenytan i lugna vattendrag, gärna där det finns vattenväxter. Äggen är avlånga, och har ett par luftfyllda flytkroppar på varje långsida som håller dem flytande. Den sistnämnda egenskapen delar arten endast med ett mycket litet antal andra malariamyggor, exempelvis A. quadrimaculatus. Precis som hos till exempel Anopheles irenicus och A. stephensi kan både äggen och larverna överleva i vatten med relativt hög salinitet, till och med i bräckt vatten.